# Devoll
Devoll – rzeka w południowej Albanii, w zlewisku Morza Adriatyckiego. Długość – 196 km, powierzchnia zlewni – 3130 km², średni przepływ – 49,5 m³/s.
Devoll wypływa w górach Gramós i początkowo płynie wzdłuż granicy albańsko-greckiej. W kotlinie Korczy obszernym łukiem skręca na północ, następnie na zachód. Górny Devoll jest połączony kanałem z jeziorem Mała Prespa, które przy wysokich stanach wody oddaje mu część wód. Na północ od Korczy zasila niewielkie sztuczne jezioro Maliqi. Następnie Devoll skręca na północny zachód i przyjmuje swój największy dopływ Tomoricё. Skręca na południowy zachód, wypływa na nizinę nadbrzeżną i łączy się z rzeką Osum, tworząc Seman.